# Henk Booysen
Henk Booysen (* 1. November 1972) ist ein ehemaliger südafrikanischer Kugelstoßer.
1995 siegte er bei den Panafrikanische Spielen in Harare und 1996 bei den Leichtathletik-Afrikameisterschaften in Yaoundé.
1996 wurde er südafrikanischer Meister. Seine persönliche Bestweite von 19,34 m stellte er am 3. April 1995 in Pietersburg auf.